# Dołno Nowkowo
Dołno Nowkowo (bułg. Долно Новково) – wieś w Bułgarii, w obwodzie Tyrgowiszte, w gminie Omurtag. Według danych szacunkowych Ujednoliconego Systemu Ewidencji Ludności oraz Usług Administracyjnych dla Ludności, 15 grudnia 2018 roku miejscowość liczyła 160 mieszkańców.

## Archeologia
Badania archeologiczne przy brzegach zapory Ticza, u doliny rzeki Kamczii i jej mniejszych dopływów ujawniły 1,5 km na wschód od wsi mogiłę z czasów chalkolitu; mogiła ta ma średnicę 80 m i 16 m wysokości.